# Mii Contest Channel
Mii Contest Channel (en japonés: Miiコンテストチャンネル, romanizado: Mī kontesuto chan'neru), conocido en español como Canal Concursos Mii en regiones PAL y  Canal Miirame en América (en inglés: Check Mii Out Channel), fue un canal para la Nintendo Wii que permitía a los jugadores compartir sus avatares, llamados Miis, y enviarlos a concursos de popularidad.
Nintendo terminó el servicio del canal el 28 de junio de 2013.

## Plaza Pasarela
Los usuarios podían subir sus personajes Mii para ser vistos por otros creadores de todo el mundo. Cuando un Mii era enviado a la Plaza Pasarela, era asignado un número de entrada de doce dígitos (#### - #### - ####), así otros podían encontrarlo utilizando la función de búsqueda. A los personajes Mii enviados también se les daba dos iniciales por el creador y el talento del Mii. Si a alguien le gustaba un Mii, podía ser importado a su plaza del Canal Mii. Un Mii importado no podía ser editado, pero podía aparecer o usarse en juegos de Wii compatibles. Los personajes Mii podían ser añadidos a favoritos, y el Mii recibiría una puntuación de hasta cinco estrellas, dependiendo de a cuánta gente le gustara.
Todos los meses, la Plaza Pasarela tenía una sección de clasificación de "Artesanos Mii" que duraba un mes entero. El Artesano Mii en la primera posición al final del mes era declarado un "Artesano Mii Maestro".

## Tablón de Wii
Mii Contest Channel fue el primer canal de Wii que utilizaba el tablón de Wii. Cuando WiiConnect24 estuviera activado, Nintendo enviaría un mensaje cuando empezara un nuevo concurso o cuando hubiera una actualización de un concurso ya existente, si el usuario había configurado una conexión a internet. Si un usuario deseaba no recibir estos mensajes de Nintendo, podían darse de baja en el menú de ajustes del canal.

## "Mejor puesto para concursos" y "Ojo para juzgar"
Estas estadísticas estaban en la sección de "Datos del artesano Mii" en el menú principal. La estadística "Mejor puesto para concursos" mostraba la clasificación más alta que el usuario había obtenido en un concurso, y el "Ojo para juzgar" mostraba la puntuación juzgada más reciente.

## Concursos
Mii Contest Channel tenía nuevos concursos a menudo. Los jugadores enviarían un Mii que encajaría con la categoría, y serían juzgados por otros jugadores.
Al finalizar un concurso, se mostraba un sistema de niveles, en una escala del 1 al 10 (10 siendo lo más alto, y 1 lo más bajo). El Mii creado por el usuario subiría una montaña. Un Mii sería mostrado en la escala, y si paraba en un punto (por ejemplo, la quinta capa), su Mii sería clasificado con el nivel correspondiente.
El "Ojo para Miis" era cómo uno había juzgado los personajes Mii de otros. Un Mii con una clasificación alta indicaba que el usuario había sido un buen juez. Luego se mostraba el Mii en primer lugar, junto con su Artesano. Esto llevaba después a los top 50 Miis del concurso.
En algunos concursos, los que participaban podían crear una foto de recuerdo que contenía su Mii enviado y su artesano, que podían moverse o cambiar su pose sobre un fondo relacionado con el tema del concurso. Luego, la imagen podía ser enviada al tablón de Wii. Las fotos de recuerdo solían ser relacionadas con otros juegos de Wii, como Super Mario Galaxy.

### Concursos con temas de Nintendo
| Tema                                  | Región  | Primera aparición       | Fecha de resultados     |
| ------------------------------------- | ------- | ----------------------- | ----------------------- |
| Mario sin gorra                       | Mundial | 11 de noviembre de 2007 | 26 de noviembre de 2007 |
| Luigi sin gorra                       | Mundial | 13 de diciembre de 2007 | 26 de diciembre de 2007 |
| Un Mii de la Princesa Peach           | Mundial | 24 de enero de 2008     | 9 de febrero de 2008    |
| Bebé Luigi con gorra                  | Mundial | 4 de diciembre de 2011  | 15 de diciembre de 2011 |
| La Princesa Daisy                     | Mundial | 1 de enero de 2012      | 12 de enero de 2012     |
| Mario pero algo diferente             | Mundial | 2009                    | 2009                    |
| La Princesa Zelda riendo a carcajadas | Mundial | 2011                    | 2011                    |
| Un Mii para actuar en Animal Crossing | Mundial | Diciembre de 2012       | Diciembre de 2012       |

## Interrupción
Como parte del servicio de WiiConnect24 para la Nintendo Wii, el servicio de Mii Contest Channel fue interrumpido junto con todos los otros servicios que formaban parte de WiiConnect24.